# (2040) Chalonge
(2040) Chalonge (1974 HA) – planetoida z grupy pasa głównego asteroid okrążająca Słońce w ciągu 5,51 lat w średniej odległości 3,12 au. Odkryta 19 kwietnia 1974 roku.